# Maputo
Maputo (cunoscut ca Lourenço Marques, înainte de dobândirea independenței) este un oraș situat în partea de sud a Mozambicului. Începând din 1907 este capitala și cel mai important port la Oceanul Indian al țării.
Inițial a fost un sat de pescari fondat de tribul Tsonga. La scurt timp a primit denumirea Lourenço Marques, după numele unui navigator portughez care a explorat această zonă în jur de 1544. Orașul modern își are originea într-un fort portughez înființat pe acele locuri în 1781. Localitatea s-a dezvoltat în jurul fortului în anii 1850, ajungând la statutul de oraș în 1887.
Începând cu anul 2017, aproximativ 50% din populație vorbesc limba portugheză ca limbă nativă.

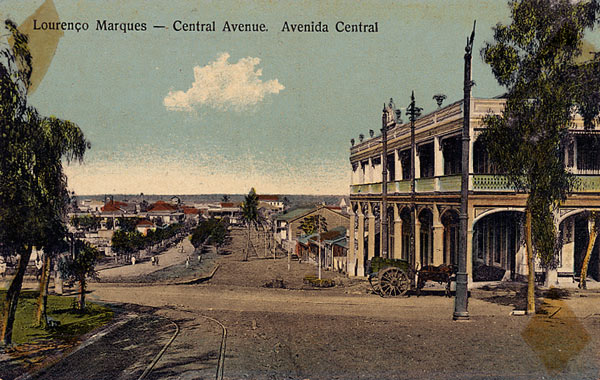
Bulevardul central din Lourenco Marques, 1905 (vedere poștală)

## Personalități născute aici
- Al Bowlly (1898 - 1941), muzician britanic;
- Lina Magaia (1945 - 2011), scriitoare.